# Angry Birds
Angry Birds (у преводу љутите птице) је видео-игра финског рачунарског студија "Ровио ентертејнмент".

## Историја
Игра је први пут објављена за Еплов iOS у децембру 2009. Више од 12.000.000 примерака игре купљени су на њиховим онлајн ап стору, који је подстакао компанију на настанак нових верзија за остале паметне телефоне са екраном осетљивим на додир, укључујући оперативне системе Андроид, Симбијан и Windows Phone. Од тада је игра проширена на играће конзоле и рачунаре.

## Опис
Главни ликови су стилизоване љутите птице без крила, које преко праћке нападају свиње, које су им украле јаја. Свиње се сакривају у кућицама израђеним од леда, дрвета и метала. Од вештине и прецизности играча зависи, да ли ће љутите птице бити успешне. Прецизан ударац на крхки део конструкције кућице омогућава да се она сруши и доведе до преласка нивоа. Игра има елементе физике.

## Успех и друга поља
Игра „Енгри бирдс“ добила је похвале за своју успешну комбинацију заразности, комичнога стила и ниске цене. Популарност је довела до нових верзија игре, цртане серије, као и филма. До сада је игра преузета око 1,7 милијарди пута на свим платформама укупно, па је најуспешнија игра на мобилним уређајима до сада. Лик из игре био је маскота Светског првенства у хокеју на леду у Финској и Шведској 2012. Ликови из ове игре често су део реклама. 20. маја 2016. године одржана је премијера хит филма Angry Birds о главним јунацима из игрице.

## Игре из серије
Након прве верзије која се појавила 2009. године, било је неколико додатних верзија игрице:
- "Angry Birds Seasons", 2010.
- "Angry Birds Rio", 2011.
- "Angry Birds Space", 2012.
- "Angry Birds Star Wars", 2012.
- "Angry Birds Friends", 2012.
- "Angry Birds Star Wars II", 2013.
- "Angry Birds Go!", 2013.
- "Angry Birds Stella", 2014.
- "Angry Birds Epic", 2014.
- "Angry Birds Transformers", 2015.
- "Angry Birds Pop Bubbles", 2015.
- "Angry Birds Action!", 2015.
- "Angry Birds 2", 2016.